# Маяк Ловцова
Маяк Ловцова — село, расположенное на острове Кунашир в 73 км от Южно-Курильска. Согласно административно-территориальному делению России, контролирующей Кунашир, село расположено в Южно-Курильском городском округе Сахалинской области России.

## География
Находится на берегу Тихого океана, на самом северо-восточном мысу Кунашира (урочище Сергеевка на мысе Ловцова).

## Название
Кроме маяка на Кунашире имеются гора, мыс (северо-восточная оконечность острова) и полуостров носящие имя Ловцова. Все названия даны в честь командира галиота «Екатерина» — Василия Михайловича Ловцова.
В 1792 году корабль под командованием Ловцова с русским посольством Адама Лаксмана на борту вышел из Охотска в Нэмуро на Хоккайдо (до 1869 года — Эдзо или Мат(с)май) для заключения договора с Японией.

## История
До присоединения Курильских островов к СССР в 1945 году принадлежало японскому губернаторству Хоккайдо и называлось Атоя (встречается также вариант Атойя). 
В 1947 селу присвоено название Сергеевка. Предлагалось также название Ловцово. В дальнейшем имело статус посёлка Маяк Ловцова.
В 2004 году преобразовано из посёлка в село Маяк Ловцова.

## Население
| 2002 | 2010 | 2021 |
| ---- | ---- | ---- |
| 0    | →0   | →0   |

По данным переписи 2002 года, постоянного населения нет.